# Philautus macroscelis
Philautus macroscelis é uma espécie de anfíbio anuros da família Rhacophoridae. Está presente em Malásia. A UICN classificou-a como quase ameaçada.